# Rejon rzeczycki
Rejon rzeczycki (biał. Рэчыцкі раён) – rejon w południowo-wschodniej Białorusi, w obwodzie homelskim. Leży na terenie dawnego powiatu rzeczyckiego. Siedzibą rejonu rzeczyckiego jest Rzeczyca.